# 주간고속도로 제72호선
주간고속도로 제72호선(영어: Interstate 72, I-72)은 미국 중부 미주리주 핸니발(Hannibal)과 중부 일리노이주 섐페인(Champaign)을 잇는 총 연장 288.54km의 고속도로이다. 72호선의 전구간 중 미주리주 내에 위치해있는 길이는 고작 3km에 불과해 도로에서의 점유율이 1%에 불과하다.